# گلین (همسر ناصرالدین‌شاه)
گلین خانم اولین همسر عقدی ناصرالدین‌شاه بود. گلین خانم دختر احمدعلی میرزا نوزدهمین پسر فتحعلی شاه بود. گلین خانم در ۱۱ سالگی به عقد ناصرالدین شاه درآمد. او دارای ۴ فرزند شد: فخرالملوک، سلطان محمود میرزا (که در ۱۱ ماهگی درگذشت)، افسرالدوله و محمد میرزا (که در ۹ ماهگی درگذشت).

## مشخصات و سرنوشت
نام این دختر را ام‌سلمه گزارش کرده‌اند که به «گلین خانم» مشهور است. او نوه فتحعلی شاه قاجار است که به همسری ناصرالدین شاه، یعنی نوهٔ عموی خود درآمده است. وی را از خوش‌نویسان عصر قاجار گزارش کرده‌اند که در قرن سیزدهم هجری فعالیت‌های هنری داشته است. زین‌العابدین اصفهانی یکی از استادان او در آموزش خوش‌نویسی بود. وی در خط نسخ مهارت بسیار داشته است و چند اثر از وی به جا مانده است. او علاوه بر خوش‌نویسی، در صنعت شعر نیز سررشته داشت. وی از مادری اهل گرجستان به نام زیباچهر خانم متولد شد. شهرت او در صنعت شعر به «عصمت قاجار» است. از استادان دیگرش در خوش‌نویسی می‌توان به علی آقا فرزند محمدعلی خان نظم‌الدوله اشاره کرد. او علاوه بر خطاطی و شعر، در صنعت تهذیب نیز سررشته داشت. وی به دلیل وسعت اطلاعاتش در امور مختلف، محل رجوع سوالات شاهزادگان دربار بود.

## میراث و آثار
از وی آثار متنوعی باقی مانده است که معروفترین آنها متن دعای صباح و کتاب الدعا است که اخیراً در کتابخانه و موزه ملی ملک به نمایش گذاشته شده است. کتاب الدعا به خط نسخ در سال ۱۲۴۳ هجری قمری روی کاغذ فُستُقی الوان با جلد ترمه نگاشته شده است که دعاهای صباح و گشایش در روزی پس از نماز بامداد در این نسخه خطی آمده است. اثر دیگر معروف وی دعای صباح است که در سال ۱۲۵۵ قمری به خط نسخ خَفی و به شیوه رَنگه-نویسی در صفحه‌های نه سطری نگارش یافته است. از وی آثار دیگری در موزه آستان قدرس رضوی، آستانه کربلا و آستانه نجف و کتابخانه کاخ گلستان نیز وجود دارد. از دیگر آثار او، یک جلد قرآن است که به خط نسخ در سال ۱۳۰۲ هجری قمری نگاشته شده است.
در سریال جیران به کارگردانی حسن فتحی نقش گلین خانم را سمیرا حسن‌پور ایفا کرده است.